# Побойная
Побойная (укр. Побійна) — село в Жашковском районе Черкасской области Украины.
Население по переписи 2001 года составляло 556 человек. Почтовый индекс — 19224. Телефонный код — 4747.

## Местный совет
19223, Черкасская обл., Жашковский р-н, с. Нагорная

## Известные жители и уроженцы
- Юхимчук, Иван Ильич (1903—1963) — генерал-майор авиации.